# شكن كلك (جمع أبرود)
شكن كلك (بالفارسية: شکن کلک) هي قرية تقع في إيران في قسم جمع أبرود الريفي.